# Elektriseermachine

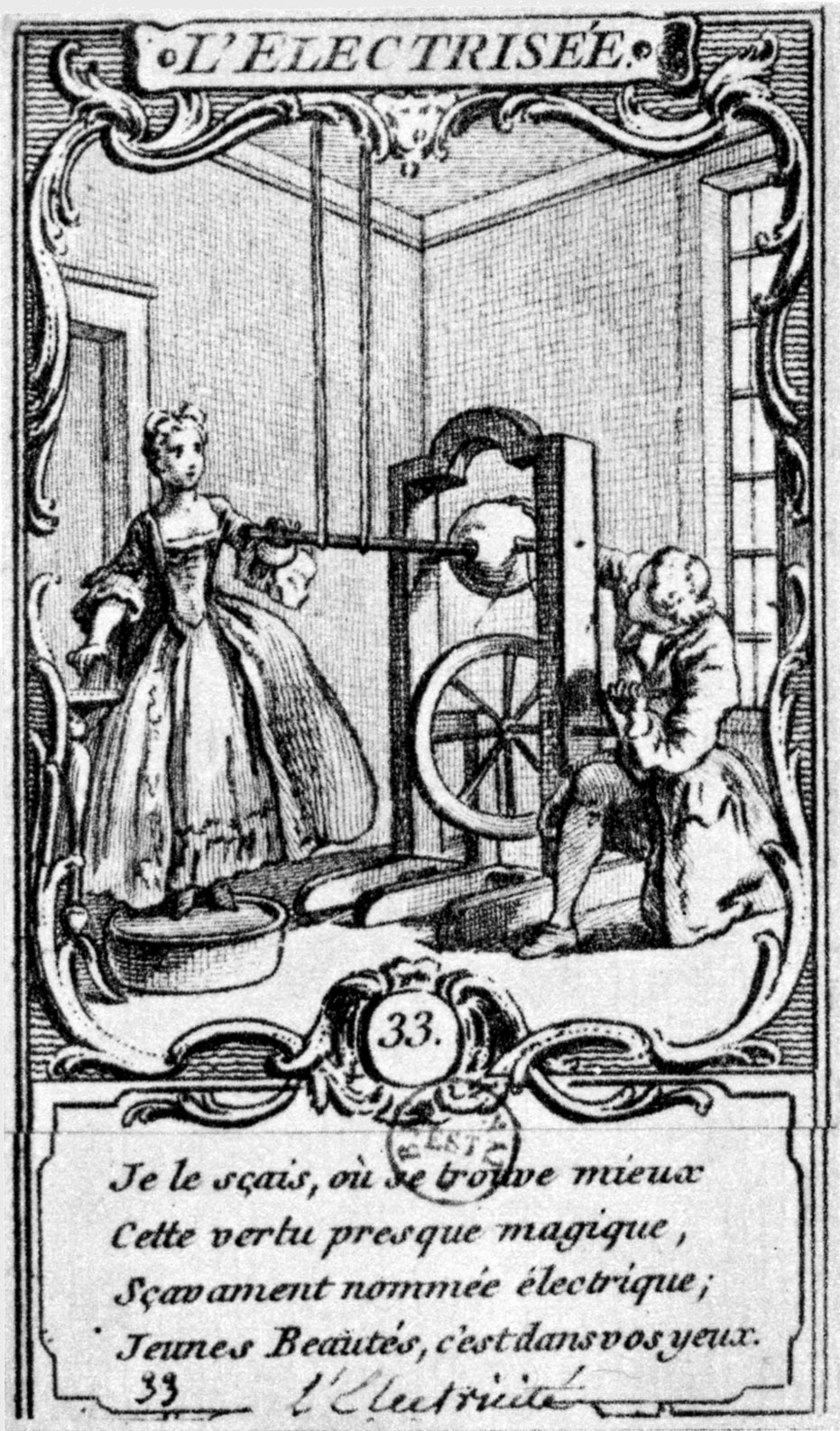
Tekening van een proef met een elektriseermachine; Hubert-François Gravelot, ca. 1750

Een elektriseermachine is een apparaat waarin statische elektriciteit wordt opgewekt door middel van wrijving of influentie.

## Geschiedenis

### Oudheid
De oude Grieken wisten al dat sommige materialen zoals glas en barnsteen na wrijving met een doek of dierenvel kleine voorwerpen konden aantrekken. Naar het griekse woord voor barnsteen, elektron, noemden ze dit een "elektron" kracht. Hiervan is het moderne woord elektriciteit afgeleid. Voor zover bekend hadden de Griekse wetenschappers geen idee van de achterliggende oorzaken van deze vreemde kracht en waarschijnlijk bouwden ze ook geen apparaten om grotere ladingen te verzamelen.

### Nieuwe tijd

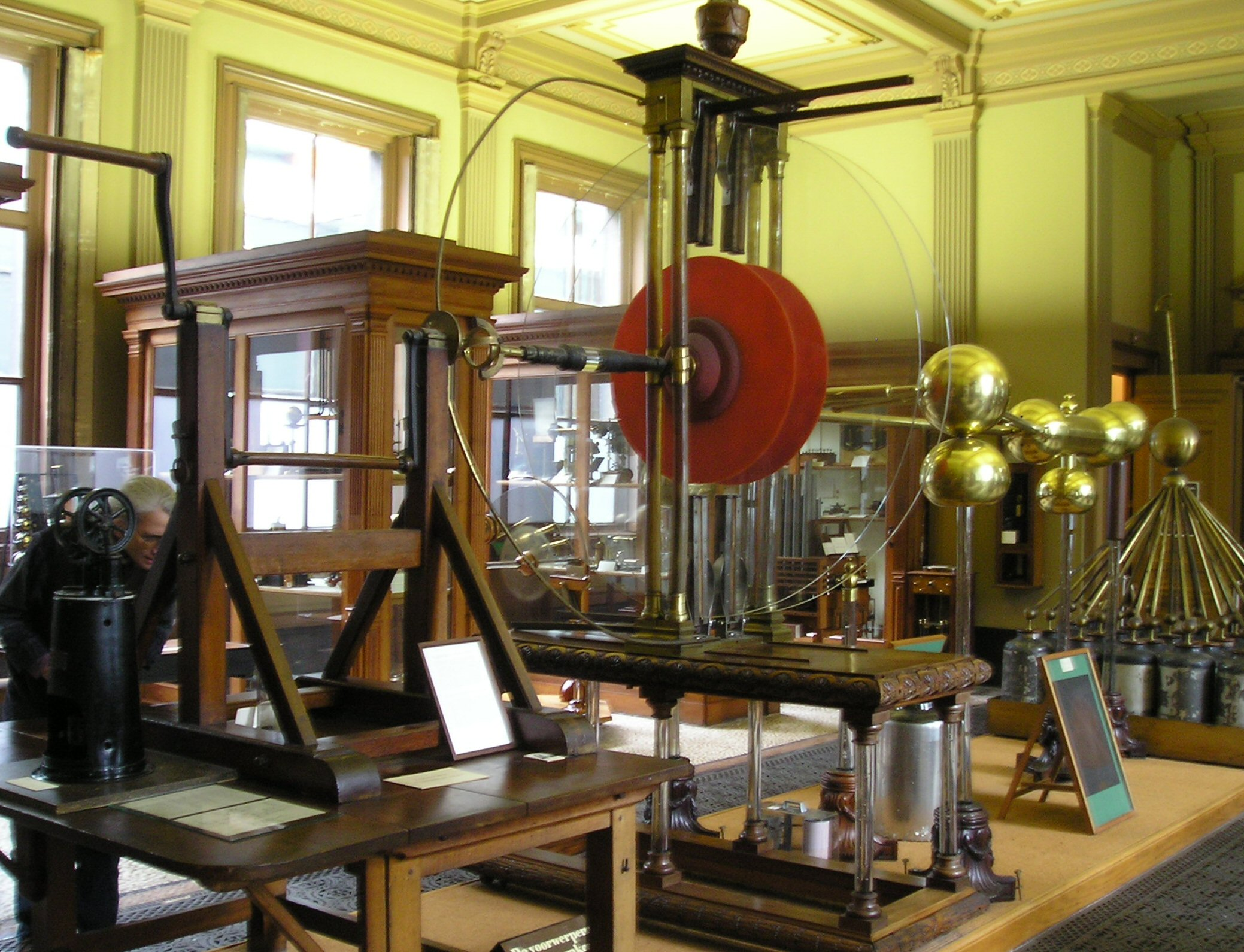
Martinus van Marums grote elektriseermachine in Teylers Museum (Haarlem)

De eerste "moderne" elektriseermachine werd gemaakt door Otto von Guericke in de zeventiende eeuw die ook de Maagdenburgse halve bollen introduceerde. Zijn eenvoudige apparaat bestond uit een bol van zwavel die door middel van een zwengel snel werd rondgedraaid. Als dan iemand zijn handen op de bol legde werd deze door de wrijving elektrisch geladen. Latere modellen gebruikten glazen bollen of glazen schijven. Met deze elektriseermachines was het voor het eerst mogelijk om elektrische lading doelbewust te manipuleren.
Een grote verbetering was de uitvinding van de eerste condensator om lading in op te slaan: de Leidse fles. In de 18e eeuw werden de machines steeds groter en een van de grootste die ooit gebouwd is, de grote elektriseermachine van Martinus van Marum, kan men heden nog bezichtigen in Teylers Museum te Haarlem. De lading die hiermee geproduceerd kan worden is zo groot, door de opslag in een hele batterij Leidse flessen, dat deze bij ontlading absoluut dodelijk voor mensen is. Volgens een waarschijnlijk 'apocriefe' anekdote bracht koning Lodewijk Napoleon een bezoek aan Van Marum en onder indruk van de machine wilde hij het effect van statische elektriciteit op een van zijn soldaten uitproberen. Dat wist van Marum te voorkomen door voor te stellen om de machine uit te proberen op een koe, die gelijk doodging toen de machine aangezet werd.

### Wimshurstmachine

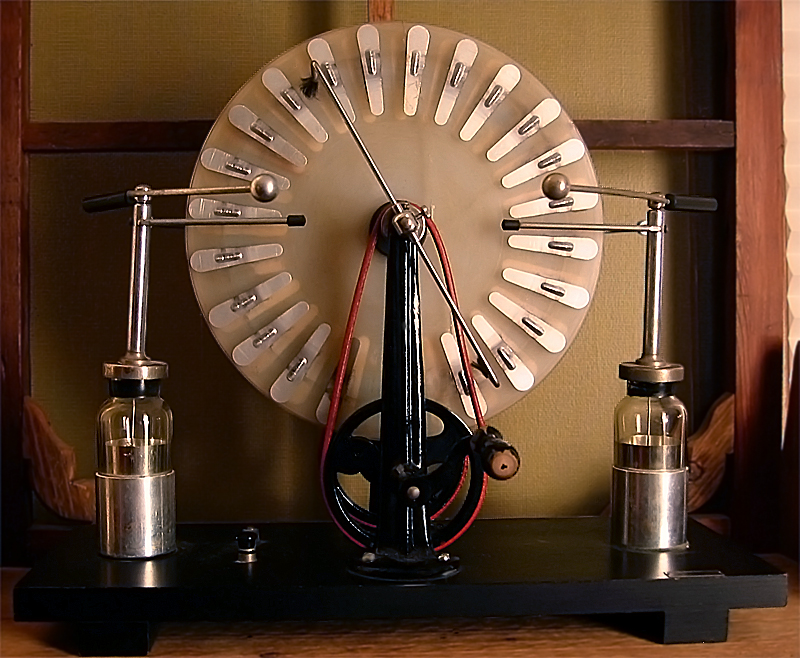
Wimshurstmachine

In de 19e eeuw werd een nieuw model elektriseermachine ontwikkeld die van influentie tussen twee tegengesteld draaiende schijven gebruikmaakt: de elektriseermachine van Wimshurst. De in 1865 door Wilhelm Holtz ontworpen elektriseermachine, die niet door wrijving maar via influentie lading opwekte, kreeg zijn uiteindelijke vorm van James Wimshurst in 1880.
De "Wimshurst" werd de krachtigste producent van statische elektriciteit en verwierf enorme populariteit als demonstratietoestel. Vanaf 1895 werd de machine gebruikt voor het activeren van röntgenbuizen. Twee in tegengestelde richting draaiende schijven van glas of eboniet, bekleed met strips van tinfolie, vormen het hoofdonderdeel. Een strip krijgt lading geïnduceerd door de langszoevende strips van de andere schijf. Collectorkammen vangen de lading af en transporteren deze naar de Leidse flessen (de condensatoren) op de hoeken. Tussen de grote en de kleine metalen bol boven op de machine komt zo een allengs hogere spanning tot stand. Wanneer die spanning hoog genoeg is geworden, springt er een vonk over en begint het proces opnieuw.

### Vandegraaffgenerator

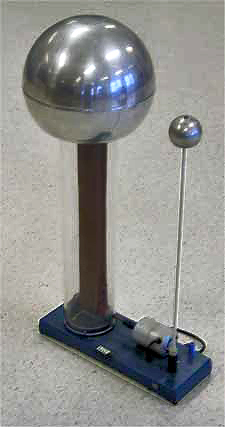
Vandegraaffgenerator

In de jaren voor de Tweede Wereldoorlog bouwde de Amerikaanse natuurkundige Robert Van de Graaff een influentiemachine die werkt met een rubberband over rollen: de vandegraaffgenerator.

## Zelfbouw
Deze twee machines zijn de bekendste elektriseermachines die nog altijd vaak voor proeven in natuurkundeonderwijs gebruikt worden. Ook de Kelvindruppelaar wordt vaak gebouwd om elektrostatische elektriciteit te genereren. Er zijn ook hobbyisten die graag zulke apparaten bouwen. Op internet zijn hiervoor veel bouwtekeningen en aanwijzingen te vinden. Zie hiervoor de links bij de afzonderlijke artikelen van de desbetreffende generators.